# 1432
Évszázadok: 14. század – 15. század – 16. század
Évtizedek: 1380-as évek – 1390-es évek – 1400-as évek – 1410-es évek – 1420-as évek – 1430-as évek – 1440-es évek – 1450-es évek – 1460-as évek – 1470-es évek – 1480-as évek
Évek: 1427 – 1428 – 1429 – 1430 –  1431 – 1432 – 1433 – 1434 – 1435 – 1436 – 1437

## Események
- A husziták elfoglalják Nagyszombatot, de kiverik őket onnan.
- június 1. – A San Romanó-i csatában Firenze megveri Sienát.
- június – Török betörés Erdélybe.
- II. Vlad havasalföldi fejedelem  elfoglalja Szörényvárat.
- Brankovics György felépíti Lászlóvárát.
- A Caeni egyetem alapítása
- III. Fülöp burgundi herceg véget vet Hainaut és Holland grófságok függetlenségének.

## Születések
- január 15. – V. Alfonz portugál király († 1481)
- március 30. – II. Mehmed, az Oszmán Birodalom hetedik szultánja († 1481)
- április 12. – Habsburg Anna magyar hercegnő, türingiai tartománygrófné, 1442-től 1444-ig I. Ulászló magyar király jegyese, I. Mátyással szemben magyar trónkövetelő 1458-ban, Albert magyar király és Luxemburgi Erzsébet idősebb lánya († 1462)
- VIII. Ince pápa († 1492)

## Halálozások
- május 5. – Francesco Bussone da Carmagnola itáliai condottiero (kivégzése napja)
- június 28. – I. Janus ciprusi király